# PHYH
PHYH (англ. Phytanoyl-CoA 2-hydroxylase) – білок, який кодується однойменним геном, розташованим у людей на 10-й хромосомі. Довжина поліпептидного ланцюга білка становить 338 амінокислот, а молекулярна маса — 38 538.
| 10         |  | 20         |  | 30         |  | 40         |  | 50         |
| ---------- |  | ---------- |  | ---------- |  | ---------- |  | ---------- |
| MEQLRAAARL |  | QIVLGHLGRP |  | SAGAVVAHPT |  | SGTISSASFH |  | PQQFQYTLDN |
| NVLTLEQRKF |  | YEENGFLVIK |  | NLVPDADIQR |  | FRNEFEKICR |  | KEVKPLGLTV |
| MRDVTISKSE |  | YAPSEKMITK |  | VQDFQEDKEL |  | FRYCTLPEIL |  | KYVECFTGPN |
| IMAMHTMLIN |  | KPPDSGKKTS |  | RHPLHQDLHY |  | FPFRPSDLIV |  | CAWTAMEHIS |
| RNNGCLVVLP |  | GTHKGSLKPH |  | DYPKWEGGVN |  | KMFHGIQDYE |  | ENKARVHLVM |
| EKGDTVFFHP |  | LLIHGSGQNK |  | TQGFRKAISC |  | HFASADCHYI |  | DVKGTSQENI |
| EKEVVGIAHK |  | FFGAENSVNL |  | KDIWMFRARL |  | VKGERTNL   |  |            |

A: Аланін

C: Цистеїн

D: Аспарагінова кислота

E: Глутамінова кислота

F: Фенілаланін

G: Гліцин

H: Гістидин

I: Ізолейцин

K: Лізин

L: Лейцин

M: Метіонін

N: Аспарагін

P: Пролін

Q: Глутамін

R: Аргінін

S: Серин

T: Треонін

V: Валін

W: Триптофан

Кодований геном білок за функціями належить до оксидоредуктаз, фосфопротеїнів. 
Задіяний у такому біологічному процесі, як альтернативний сплайсинг. 
Білок має сайт для зв'язування з іонами металів, іоном заліза. 
Локалізований у пероксисомах.